# Yosa Buson
Buson Yosa (与謝 蕪村, Yosa Buson), né Buson Taniguchi (1716 – 25 décembre 1783) et plus connu sous son seul nom Buson (蕪村, littéralement « Village Rustique »), est un poète et un artiste-peintre japonais bunjin-ga du XVIIIe siècle (milieu de l'époque d'Edo). Il est considéré comme l'un des trois grands maîtres du haïkaï classique japonais（江戸三大俳人）avec Bashō et Issa.
Auteur d'environ 3 000 haïkus, Buson rompt avec les formes baroques du XVIIe siècle de Bashô en proposant un type de classicisme qui renouvelle le genre au XVIIIe siècle en se basant sur l'ordinaire pour décrire l'essence des choses. Il est également l'inventeur du haïga (ou haiga, peinture accompagnée d'un haïku).

## Biographie
Buson Taniguchi (谷口 蕪村, Taniguchi Buson) est né dans le village de Kema dans la province de Settsu (aujourd'hui Kema est dans l'arrondissement Miyakojima-ku d'Ōsaka). Ses talents pour le dessin se manifestent dès l'enfance.
Vers 1735, il part  étudier la peinture et l'art du haïku à Edo, actuellement Tokyo. En 1737, il devient l'élève du maître de haïku Yohantei Sōa (夜半亭宋阿, de son nom d'état civil : Hayano Hajin (ja)). Il affirme également ses talents de peintre.
Pendant 10 ans, il voyage à travers le Japon, passant son temps à peindre et à écrire. En 1744, il prend le nom de plume de Buson pour signer ses œuvres.
En 1751, il s'installe à Kyōto avec quelques disciples de Sōa, puis s'installe dans un temple de la région de Tango où il se consacre à la peinture. Il associe dans ses œuvres le dessin, la calligraphie et la poésie.
En 1757, il revient à Kyōto où il réalise ses œuvres les plus importantes.
Il se marie en 1760 à l'âge d'environ quarante-cinq ans à Kyōto et il a une fille du nom de Kuno.
En 1766, il fonde le groupe poétique Sankasha kukai（三菓社句会）, comprenant entre autres Tan Taigi (ja), avant de reprendre la direction du groupe de feu-Yohantei Sōa en 1770. Il est alors au sommet de son art et de sa célébrité tant dans le domaine poétique que graphique.
À partir de 1770, où il collabore à différents ouvrages avec le peintre Bunjin-ga Ike no Taiga, il devint lui-même un des peintres Bunjin-ga les plus admirés.
À partir de 1775, la maladie le contraint à ralentir ses activités. Il meurt le 25 décembre 1783 après avoir dicté ses trois derniers haïku. Il est enterré au Konpuku-ji à Kyoto.
Les poèmes de Buson sont très visuels ; ils cherchent à rendre l'essence des choses plutôt qu'à décrire leur apparence.

## Œuvres picturales

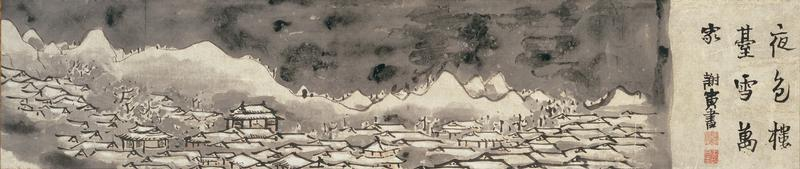
Myriade de maisons un soir de neige, trésor national depuis 2009[2] (1778-1783).
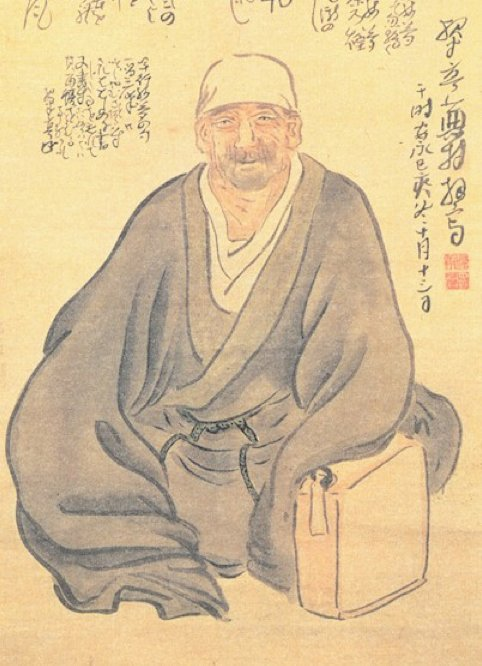
Portrait de Matsuo Bashō (XVIIIe siècle).
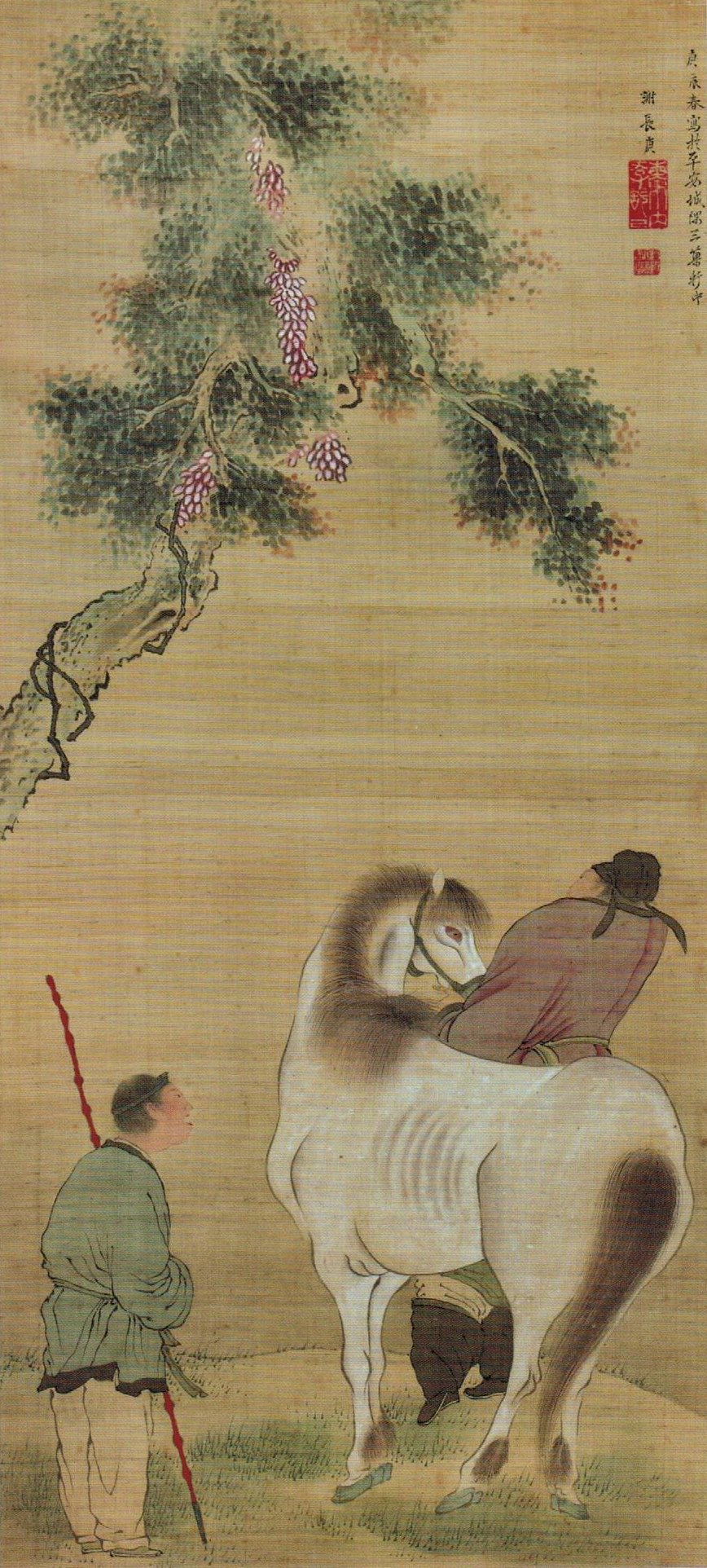
Cheval blanc et palefreniers (1760).

### Éditions en français
Monographies
- 1983. Haiku (trad. Nobuko Imamura et Alain Gouvret ; bilingue), éd. Arfuyen, coll. « Cahiers d'Arfuyen » n° 10, 32 pages,  (ISBN 2-903-94106-8) (2e éd. 1988, n° 40, (ISBN 2-903-94137-7) édité erroné (code éditeur invalide) ou  (ISBN 2-903-94137-8) (code libraire corrigé)) — 25 haïkus (distinct de l'homonyme 1990 chez La Différence)
- 1990. Haiku (trad. Joan Titus-Carmel ; bilingue), éd. La Différence, coll. « Orphée » n° 51, 128 pages,  (ISBN 2-7291-0507-7) (distinct de l'homonyme 1983 chez Arfuyen)
- 1992. Le Parfum de la lune (trad. Cheng Wing Fun et Hervé Collet ; bilingue), éd. Moundarren, 172 pages,  (ISBN 2-907312-13-8) (2e éd. 2002, 148 pages,  (ISBN 2-907312-43-X))
- 2000. Printemps (trad. Koumiko Muraoka et Fouad El-Etr), éd. La Délirante, 44 pages,  (ISBN 2-85745-069-9)
- 2001. Été (trad. Koumiko Muraoka et Fouad El-Etr), éd. La Délirante, 44 pages,  (ISBN 2-85745-073-7)
- 2001. Automne (trad. Koumiko Muraoka et Fouad El-Etr), éd. La Délirante, 44 pages,  (ISBN 2-85745-076-1)
- 2001. Hiver (trad. Koumiko Muraoka et Fouad El-Etr), éd. La Délirante, 44 pages,  (ISBN 2-85745-075-3)
- 2004. 66 haiku (trad. Joan Titus-Carmel ; bilingue), Éditions Verdier, 66 pages,  (ISBN 2-864324-23-7)

Anthologies
- 2002. Haiku : anthologie du poème court japonais (trad. Corinne Atlan et Zéno Bianu ; texte français seulement), éd. Gallimard, coll. « Poésie » n° 369, 239 pages,  (ISBN 2-07-041306-3) — 504 haïkus (pour moitié des quatre maîtres : 46 de Bashô, 51 de Buson, 82 de Issa, 56 de Shiki).

## Sources
- Shunkin, « Bibliographie des œuvres de Yosa Buson traduites en français » (Archive.org du site disparu en 2013), Shunkin, littérature japonaise, www.shunkin.net, consulté en novembre 2009 — Base pour la liste, complétée et recoupée d'autres sources documentaires.